# Bomarea
Bomarea is een geslacht uit de familie Alstroemeriaceae. De soorten komen voor in de (sub)tropische delen van het Amerikaanse continent.

## Soorten
- Bomarea acutifolia (Link & Otto) Penny
- Bomarea albimontana D.N.Sm. & Gereau
- Bomarea alstroemerioides Hofreiter & E.Rodr.
- Bomarea amazonica Hofreiter & E.Rodr.
- Bomarea amilcariana Stergios & Dorr
- Bomarea ampayesana Vargas
- Bomarea anceps (Ruiz & Pav.) Herb.
- Bomarea andimarcana (Herb.) Baker
- Bomarea andreana Baker
- Bomarea angulata Benth.
- Bomarea angustissima Killip
- Bomarea aurantiaca Herb.
- Bomarea boliviensis Baker
- Bomarea brachysepala Benth.
- Bomarea bracteata (Ruiz & Pav.) Herb.
- Bomarea bracteolata Gereau
- Bomarea bredemeyeriana Herb.
- Bomarea brevis (Herb.) Baker
- Bomarea callejasiana Alzate
- Bomarea campanularia Harling & Neuendorf
- Bomarea campylophylla Killip
- Bomarea carderi Mast.
- Bomarea caucana Alzate
- Bomarea caudata Killip
- Bomarea caudatisepala Gereau
- Bomarea ceratophora Neuendorf
- Bomarea chaparensis Hofreiter
- Bomarea chimboracensis Baker
- Bomarea chiriquina Killip
- Bomarea coccinea (Ruiz & Pav.) Baker
- Bomarea colombiana Alzate
- Bomarea cordifolia (Ruiz & Pav.) Herb.
- Bomarea cornigera Herb.
- Bomarea cornuta Herb.
- Bomarea costaricensis Kraenzl.
- Bomarea crassifolia Baker
- Bomarea crinita Herb.
- Bomarea crocea (Ruiz & Pav.) Herb.
- Bomarea densiflora Herb.
- Bomarea denticulata (Ruiz & Pav.) Herb.
- Bomarea diffracta Baker
- Bomarea dispar Herb.
- Bomarea dissitifolia Baker
- Bomarea distichifolia (Ruiz & Pav.) Baker
- Bomarea dolichocarpa Killip
- Bomarea dulcis (Hook.) Beauverd
- Bomarea edulis (Tussac) Herb.
- Bomarea endotrachys Kraenzl.
- Bomarea engleriana Kraenzl.
- Bomarea euryantha Alzate
- Bomarea euryphylla Harling & Neuendorf
- Bomarea evecta Harling & Neuendorf
- Bomarea ferreyrae Vargas
- Bomarea foertheriana Hofreiter
- Bomarea formosissima (Ruiz & Pav.) Herb.
- Bomarea glaucescens (Kunth) Baker
- Bomarea goniocaulon Baker
- Bomarea graminifolia Sodiro
- Bomarea hartwegii Baker
- Bomarea herbertiana Baker
- Bomarea herrerae Vargas
- Bomarea hieronymi Pax
- Bomarea hirsuta (Kunth) Herb.
- Bomarea huanuco Hofreiter
- Bomarea inaequalis Killip
- Bomarea involucrosa (Herb.) Baker
- Bomarea kraenzlinii Baker
- Bomarea lancifolia Baker
- Bomarea latifolia (Ruiz & Pav.) Herb.
- Bomarea libertadensis Hofreiter & E.Rodr.
- Bomarea linifolia (Kunth) Baker
- Bomarea longipes Baker
- Bomarea longistyla Vargas
- Bomarea lopezii Hofreiter & E.Rodr.
- Bomarea lutea Herb.
- Bomarea macrocephala Pax
- Bomarea macusanii Hofreiter & E.Rodr.
- Bomarea moritziana Klotzsch ex Kunth
- Bomarea multiflora (L.f.) Mirb.
- Bomarea multipes Benth.
- Bomarea nematocaulon Killip
- Bomarea nervosa (Herb.) Baker
- Bomarea nubigena Harling & Neuendorf
- Bomarea obovata Herb.
- Bomarea ovallei (Phil.) Ravenna
- Bomarea ovata (Cav.) Mirb.
- Bomarea oxytepala Harling & Neuendorf
- Bomarea pardina Herb.
- Bomarea parvifolia Baker
- Bomarea patacocensis Herb.
- Bomarea patinii Baker
- Bomarea pauciflora (Kunth) Herb.
- Bomarea perglabra Harling & Neuendorf
- Bomarea peruviana Hofreiter
- Bomarea porrecta Killip
- Bomarea pseudopurpurea Hofreiter & E.Rodr.
- Bomarea pudibunda Planch. & Linden
- Bomarea pumila Griseb. ex Baker
- Bomarea puracensis Alzate
- Bomarea purpurea (Ruiz & Pav.) Herb.
- Bomarea rinconii Cáceres Gonz.
- Bomarea rosea (Ruiz & Pav.) Herb.
- Bomarea salicifolia Killip
- Bomarea salsilla (L.) Mirb.
- Bomarea secundifolia (Ruiz & Pav.) Baker
- Bomarea setacea (Ruiz & Pav.) Herb.
- Bomarea shuttleworthii Mast.
- Bomarea speciosa Killip
- Bomarea spissiflora Harling & Neuendorf
- Bomarea stans Kraenzl.
- Bomarea suberecta Gereau
- Bomarea superba Herb.
- Bomarea tarmensis Kraenzl.
- Bomarea torta (Kunth) Herb.
- Bomarea tribrachiata Kraenzl.
- Bomarea trichophylla Killip
- Bomarea trimorphophylla Harling & Neuendorf
- Bomarea truxillensis Stergios & Dorr
- Bomarea uncifolia Herb.
- Bomarea vargasii Hofreiter
- Bomarea velascoana Vargas
- Bomarea vitellina Mast.
- Bomarea weigendii Hofreiter & E.Rodr.